# Césaire d'Arles
Pour les articles homonymes, voir Saint Césaire, Saint-Césaire et Césaire.
Césaire d'Arles (latin : Cæsarius Arelatensis), né vers 470 à Chalon-sur-Saône et mort le 27 août 542 à Arles, fut évêque de cette cité de décembre 502 jusqu'à sa mort en 542.
Moine de Lérins, puis évêque d'Arles pendant quarante ans, Césaire s'affirma comme un chef dont l'influence s'exerça sur la Gaule méridionale et l'Espagne. Il protégea son peuple contre les exactions des Barbares et l'enseigna par des sermons simples et vivants. Il parla aussi en docteur dans les conciles qu'il présida. Il est un saint chrétien honoré le 26 août,.

## Biographie

### Sa jeunesse
Né en territoire burgonde de parents chrétiens et probablement gallo-romains, Césaire est reçu comme clerc, à l'âge de dix-huit ans, dans sa ville natale par l'évêque saint Silvestre (484-526). Il devient ensuite moine au monastère de Lérins à l'âge de 20 ans ; il y est l'élève de Julien Pomère.
Obligé de sortir de Lérins en raison de l'état de sa santé, il s'établit en Arles, où l'évêque Éon, avec qui il est apparenté, l'ordonne diacre, puis prêtre en 499, et lui confie la direction d'un monastère situé en face de la cité, soit à Trinquetaille, soit sur une île du Rhône (probablement l'île de la Cappe). C'est dans ces circonstances qu'il rédige la Regula ad monachos.

### Évêque d'Arles

Participants au concile d'Agde présidé par Césaire.

Après la mort d'Éon en 501 ou 502, il devient évêque d'Arles probablement en décembre 502, continuant à vivre comme un moine, exigeant que le clergé soit exemplaire. Suspect aux rois ariens wisigoths (Alaric II jusqu'en 507) et ostrogoths (Théodoric et ses successeurs), il doit se justifier à Bordeaux en 505 et à Ravenne en 513, mais gagne à deux reprises la confiance du roi. À son retour de Ravenne, il s’arrête à Rome où le pape Symmaque lui remet le pallium.
En 506 il préside le concile d'Agde dont il a préparé les travaux et suggéré les décisions. C'est également en 513 qu'il fonde, aux Alyscamps, le premier monastère de femmes, transféré à l'intérieur des murs d'Arles en 524 et appelé monastère Saint-Jean. Il rédige pour ce monastère la Regula ad virgines, qui sera par la suite adoptée entre autres par sainte Radegonde pour son monastère de Poitiers.
Nommé vicaire du Siège apostolique pour la Gaule et l'Espagne en 514, il convoque et préside plusieurs conciles, celui d'Arles en 524, de Carpentras en 527, de Vaison en 529 et le deuxième concile d'Orange en 529, sans doute le plus important, qui condamne le semi-pélagianisme et donne une formulation théologique de la grâce telle qu'elle avait été prônée par Augustin, contre ceux qui, comme Jean Cassien, donnaient un rôle plus important au libre arbitre. Les conciles de Valence (en 530), d'Orléans (en 533, 538 et 541) auxquels il n'assiste pas, et celui de Clermont (en 535), où il se rend, adoptent ses idées.
Il règle également des problèmes de discipline comme lors du concile provincial de Marseille du 26 mai 533 où il fait condamner un certain Contumeliosus, évêque de Riez, qui avait dilapidé l’argent de l’église. Cet épisode est évoqué par Malnory et probablement représenté sur une peinture sur bois exécutée à la fin du XVIe siècle visible dans l'ancienne cathédrale Saint-Trophime d'Arles. Toutefois après la mort de Jean II, pape qui avait souhaité une condamnation sévère, Contumeliosus fit appel fin 535 ou début 536 auprès du nouveau pape Agapet Ier qui ordonna qu'on accordât à l'accusé un nouveau procès devant les délégués du pape.

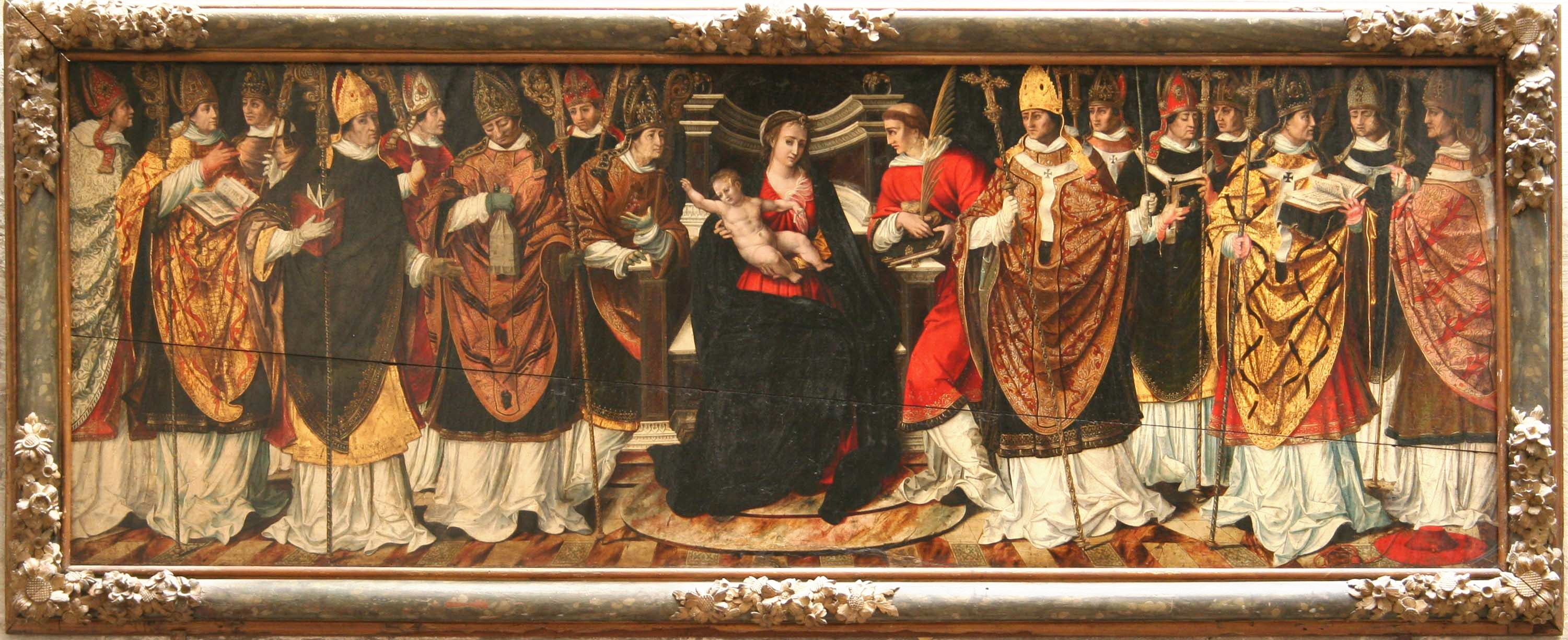
Concile provincial représentant probablement la condamnation de l'évêque Contumeliosus, le sixième à partir de la gauche.

Après l'annexion de la Provence par les Francs en 536, les relations entre l'archevêque et la royauté chrétienne deviennent très chaleureuses. Ainsi vers 540, un acte de donation de Childebert Ier, fils de Clovis, donne les pêcheries situées au sud de l'étang de Caronte dans le quartier actuel de Jonquières à Martigues.
Il meurt après 40 années d'épiscopat, le 27 août 542.

### Œuvres principales
Césaire d'Arles est l'auteur d'homélies et de sermons, au nombre de 238, fortement inspirés par la théologie d'Augustin. Au Moyen Âge certains furent d'ailleurs attribués à Augustin lui-même. Ces sermons, très concrets, nous renseignent sur la vie quotidienne des arlésiens du début du VIe siècle ; ils relatent des pratiques païennes encore vivaces.
Il est l'auteur de traités dogmatiques, notamment le De mysterio Sanctæ Trinitatis contre les ariens et les pélagiens.
Les deux règles monastiques : pour les moniales (regula ad virgines) et pour les moines (regula ad monachos) sont ses écrits les mieux connus.

## Tradition populaire

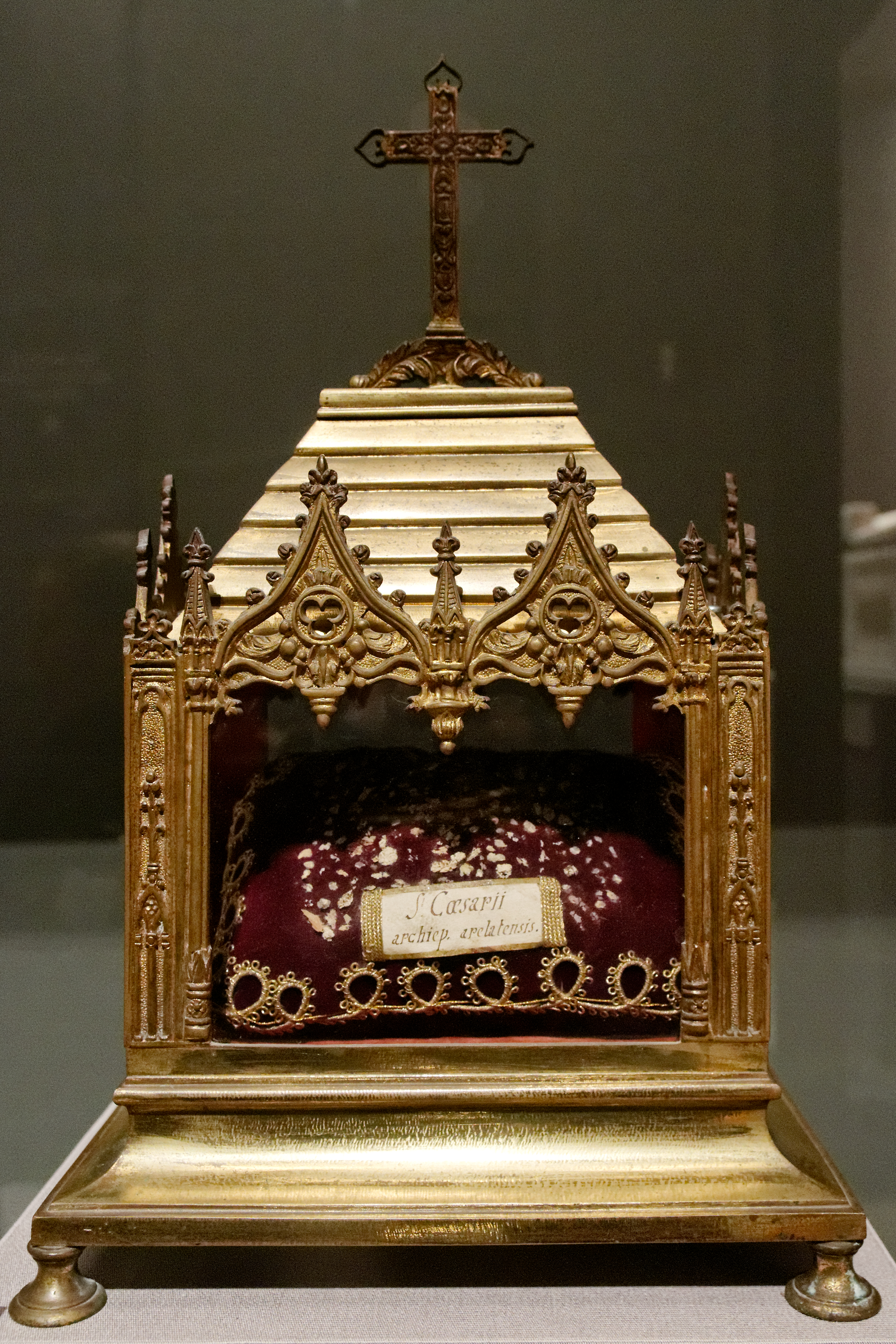
Reliquaire de St Césaire, cathédrale Saint-Trophime d'Arles.

Césaire d'Arles apparaît comme l'un des saints prophètes figurant dans le Mirabilis Liber, un recueil de prophéties anonyme du XVIe siècle.

## Reliques
Deux pallia en laine, qui sont les premiers de l'Occident chrétien, trois sandales en cuir, une tunique funéraire, une ceinture en cuir et sa boucle en ivoire sculpté : ces étoffes sont considérées comme les plus anciens tissus liturgiques conservés en France. Ces reliques sont conservées au musée de l'Arles antique dans une salle du cloître Saint-Trophime. L'ensemble a été exposé à Arles en 2001 et 2002, en 2012 à Paris au musée du Louvre, et en 2017 au musée Pio Cristiano à Rome.

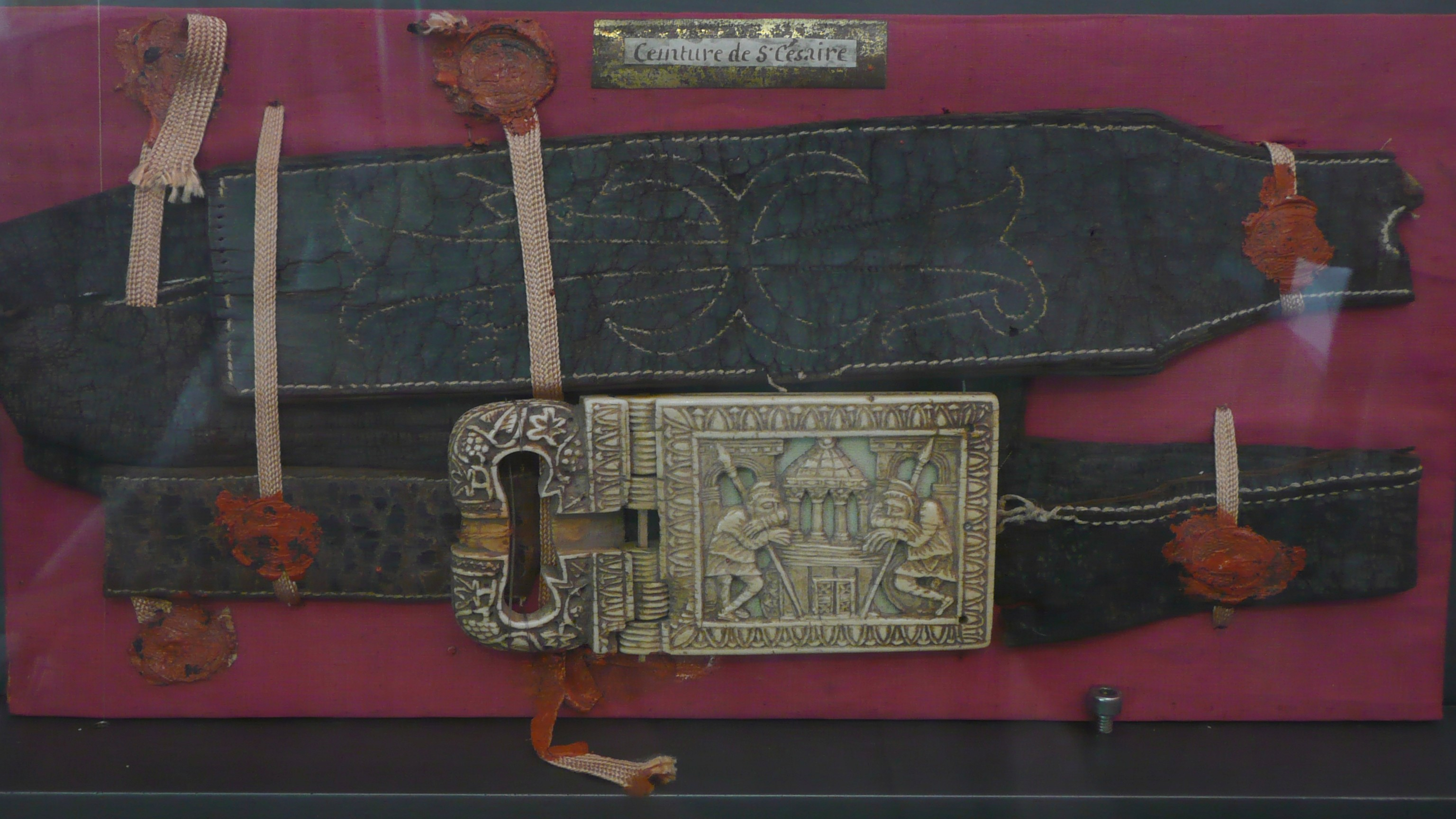
Boucle de la ceinture de saint Césaire. Sculptée dans de l'ivoire, elle représente deux gardes endormis devant le tombeau du Christ.

Le musée d'Art sacré du Gard expose également un reliquaire dit « de Saint Césaire » contenant diverses reliques. Elles ont été trouvées par un ermite, Dominique de Germayo, sous l'autel de la chapelle Saint-Accurse des Alyscamps en 1428 durant des travaux. Des moniales du monastère Saint-Césaire les ont ensuite placées avec d'autres fragments dans un coffret reliquaire portatif, sans doute confectionné par un orfèvre montpelliérain. En forme de livre ouvert, il comporte des petites niches où sont logées les reliques et deux statuettes, l'une de l'archevêque d'Arles, et l'autre de l'évêque de Sébaste saint Blaise. C'est le plus ancien reliquaire conservé d’Arles.
La cathédrale saint-Trophime conserve également quelques fragments d'ossements du saint évêque arlésien dans un reliquaire placé à la chapelle absidiale dédiée aux reliques.

#### BD
- Christian Goux (dessinateur), Marie-José Delage et Louis-Bernard Koch, Césaire d'Arles, Triomphe, 2013, 40 p. (ISBN 978-2-8437-8462-0)